# Henry Thomas (bokser)
Albert Henry "Harry" Thomas (1. juli 1888 - 13. januar 1963) var en britisk bokser som deltog i OL 1908 i London.
Thomas blev olympisk mester i boksning under OL 1908 i London. Han vandt en guldmedalje i vægtklassen, bantamvægt.